# Amadeu Roig i Vergés
Amadeu Roig i Vergés (Palafrugell 1862 - Barcelona 1947) fou un industrial del suro i un músic prestigiós de Palafrugell.

## Biografia
Amadeu Roig i Vergés (Palafrugell 1862 – Barcelona 1947), industrial surer i músic de Palafrugell, estava casat amb Elvira Ferrer i Casadevall, amb qui va tenir tres fills: Rita, Joan i Rosa. La família Roig, vinculada al món del suro, posseïa un patrimoni que els permetia viure folgadament, patrimoni que es va veure engruixit amb el de la família Ferrer amb el matrimoni de l'Amadeu i l'Elvira.
Amadeu Roig es dedicava a la fabricació i al comerç del suro i exportava amb la col·laboració del seu cunyat Pere Ferrer, establert a Portugal, i del seu germà Joan, establert a Londres. Mitjançant el seu gendre, Albert Stengler Reuter, d'origen alemany, va obrir nous mercats a Alemanya, Àustria, Hongria, els Països Baixos, etc. Amadeu Roig també va ser representant de la indústria paperera junt amb el seu gendre.
Era un músic prestigiós, compositor i pianista. Autor de minuets, tedèums, sardanes i cors, les seves obres van ser interpretades (hi ha referències a la premsa comarcal i de Barcelona), publicades per editorials especialitzades i enregistrades en discs. Entre les seves composicions destaquen “Misteri d'amor”, “Adoració”, i “Adéu al maig” i nombroses sardanes.
El pare de l'Elvira Ferrer, Joan, també tenia una fàbrica de suro i la seva mare, Rita Casadevall, era propietària i prestadora. A la mort de l'àvia de l'Elvira tota la família es trasllada a la casa pairal de Can Casadevall al carrer de Sant Sebastià, ja que l'hereu ja tenia propietats i vivia de rendes, i els altres dos germans de l'Elvira estaven instal·lats a Portugal i Barcelona. L'Elvira era coneguda a Palafrugell com l'Elvira “Correu”, probablement per l'abundant correspondència que rebia de la família repartida per tot Europa.
Pel que fa als fills del matrimoni entre Amadeu Roig i Elvira Ferrer, la primogènita, Rita, es va casar amb l'alemany Albert Stengler Reuter que també es dedicava al suro amb el seu sogre. Al cap de poc del naixement de la seva filla Matilde es van traslladar a viure a Alemanya. A Alemanya també s'hi va traslladar temporalment el seu germà Joan per aprendre l'alemany i la seva germana petita Rosa, que hi va morir als 10 anys d'una fulminant malaltia.

## Història arxivística
La documentació (tant de la família Roig-Ferrer com de la fàbrica de suro d'Amadeu Roig) va ser conservada a la casa familiar dels Roig Ferrer al carrer de Sant Sebastià fins a la mort de Joan Roig Ferrer, quan la casa és venuda pels seus hereus (els fills de la seva neboda Matilde); la documentació es va conservar parcialment per part de persones vinculades a la liquidació de l'herència, les quals en van fer cessió a l'Arxiu Municipal de Palafrugell.
A la mort d'Amadeu Roig, el seu fill Joan va proposar a l'Ajuntament de Palafrugell la donació de l'obra musical del seu pare, complint la voluntat del difunt. L'oferiment va ser acceptat en el Ple del 5 de novembre de 1948, però la cessió no es va arribar a portar a terme (Butlletí de l'arxiu. Palafrugell, desembre 1999).